# 8745 Delaney
8745 Delaney este un asteroid din centura principală de asteroizi.

## Descriere
8745 Delaney este un asteroid din centura principală de asteroizi. A fost descoperit pe 20 martie 1998 la Socorro, New Mexico, în cadrul proiectului LINEAR. El prezintă o orbită caracterizată de o semiaxă mare de 2,65 ua, o excentricitate de 0,04 și o înclinație de 3,6° în raport cu ecliptica.